# Micronix
Micronix é um gênero de mariposa pertencente à família Crambidae.